# Grenzpassage
Grenzpassage ist ein Schulungsfilm des Ministeriums für Staatssicherheit von etwa 1987.

## Inhalt
Der Film zeigt Grenzübergangsstellen der DDR nach West-Berlin bei Potsdam-Drewitz, an der Heinrich-Heine-Straße, an der Invalidenstraße und im Bahnhof Friedrichstraße, sowie zur ČSSR bei Bad Schandau und im Flughafen Berlin Schönefeld. Er dokumentiert Grenzkontrollen bei Fußgängern, Autofahrern, Busreisenden, Bahnreisenden und im Schiffs- und Flugverkehr.
Besonders ausführlich werden Passkontrollen am Bahnhof Friedrichstraße mit verschiedenen Einzelheiten dargestellt.
Auch eine längere Schulung  der Mitarbeiter wird gezeigt.

## Hintergründe
Grenzpassage war ein Schulungsfilm für Mitarbeiter des Ministeriums für Staatssicherheit, die bei Grenz- und Passkontrollen als angebliche Grenzbeamte eingesetzt wurden. Er demonstriert ihnen ihre Aufgabenfelder, sowie besondere Details, auf die sie zu achten hatten. Er wurde Mitte oder Ende der 1980er Jahre hergestellt.
Der Film wurde etwa 2009 von der Stasi-Unterlagenbehörde mit einigen wenigen weiteren Filmen digital der Öffentlichkeit zur Verfügung gestellt. Er ist ohne Tonspur erhalten. Einige Aufnahmen wurden in der Fernsehreportage Geheimnisvolle Orte. Bahnhof Friedrichstraße (2014) verwendet, wo auch Einzelheiten der Passkontrollen von einem ehemaligen Grenzmitarbeiter erläutert wurden.